# I. ČLTK Prague Open 2022
I. ČLTK Prague Open 2022 byl společný tenisový turnaj mužského okruhu ATP Challenger Tour a ženského okruhu ITF Women's World Tennis Tour, který se odehrával na antukových dvorcích I. ČLTK Praha na Štvanici. Konal se mezi 2. až 8. květnem 2022 v české metropoli Praze jako dvacátý druhý ročník turnaje.
Mužský turnaj dotovaný 45 730 eury se řadil do challengerové kategorie 80. Ženská událost s rozpočtem 60 000 dolarů patřila do kategorie W60. Nejvýše nasazenými v singlových soutěžích se stali 128. tenista světa Aleksandar Vukic z Austrálie a 118. žena klasifikace Jekatěrine Gorgodzeová z Gruzie. Jako poslední přímí účastníci do dvouher nastoupili 249. hráč žebříčku Dalibor Svrčina a 268. tenistka pořadí Maja Chwalińská, která turnaj vyhrála.
Devatenáctiletá Darja Lopatecká uprchla s matkou a mladší sestrou z ukrajinské metropole Kyjeva, kde trénovala, před ostřelováním ze strany ruských invazních vojsk. Za pomoci tenisového klubu Oáza Říčany získala dočasný azyl v Česku, s plánem přesunu do Švédska. Organizátoři štvanického turnaje jí udělili divokou kartu do hlavní soutěže.
Čtvrtý singlový titul na okruhu ATP Challenger Tour vyhrál Argentinec Pedro Cachín. Pátou trofej z dvouhry okruhu ITF vybojovala 20letá Polka Maja Chwalińská. Čtyřhru ovládli Portugalci Nuno Borges a Francisco Cabral, kteří získali devátý společný challenger. Titul z deblové soutěže žen si odvezl chilsko-brazilský pár Bárbara Gaticaová a Rebeca Pereirová, pro jehož členky to byla jedenáctá společná trofej.

## Rozdělení bodů a finančních odměn

### Rozdělení bodů
| Soutěž       | Soutěž | vítězové | finalisté | semifinalisté | čtvrtfinalisté | 16 v kole | 32 v kole |
| ------------ | ------ | -------- | --------- | ------------- | -------------- | --------- | --------- |
| dvouhra mužů | [ 1 ]  | 80       | 50        | 30            | 16             | 7         | —         |
| čtyřhra mužů | [ 9 ]  | 80       | 50        | 30            | 16             | 0         | —         |
| dvouhra žen  |        | 80       | 48        | 29            | 15             | 8         | 1         |
| čtyřhra žen  |        | 80       | 48        | 29            | 15             | 1         | —         |

### Finanční odměny
| Soutěž                                | Soutěž       | vítězové | finalisté | semifinalisté | čtvrtfinalisté | 16 v kole | 32 v kole |
| ------------------------------------- | ------------ | -------- | --------- | ------------- | -------------- | --------- | --------- |
| dvouhra mužů                          | [ 1 ] [ 10 ] | 6 190 €  | 3 650 €   | 2 160 €       | 1 260 €        | 730 €     | 450 €     |
| dvouhra žen                           |              | 7 344 $  | 3 882 $   | 2 308 $       | 1 427 $        | 935 $     | 557 $     |
| čtyřhra mužů                          | [ 9 ]        | 2 670 €  | 1 550 €   | 930 €         | 550 €          | 310 €     | —         |
| čtyřhra žen                           |              | 3 344 $  | 1 672 $   | 836 $         | 456 $          | 304 $     | —         |
| částka ve čtyřhrách je uvedena na pár |              |          |           |               |                |           |           |

## Dvouhra mužů

### Nasazení
| Stát                          | Hráč                | ATP  | Nasazení |
| ----------------------------- | ------------------- | ---- | -------- |
| Austrálie                     | Aleksandar Vukic    | 128. | 1.       |
| Portugalsko                   | Nuno Borges         | 131. | 2.       |
| Česko                         | Tomáš Macháč        | 144. | 3.       |
| Česko                         | Vít Kopřiva         | 166. | 4.       |
| Argentina                     | Pedro Cachín        | 171. | 5.       |
| Nizozemsko                    | Jesper de Jong      | 177. | 6.       |
| Argentina                     | Juan Pablo Ficovich | 181. | 7.       |
| Itálie                        | Federico Gaio       | 182. | 8.       |
| Žebříček ATP k 25. dubnu 2022 |                     |      |          |

### Jiné formy účasti
Následující hráči obdrželi divokou kartu do hlavní soutěže:
- Jonáš Forejtek
- Martin Krumich
- Andrew Paulson

Následující hráč nastoupil pod žebříčkovou ochranou:
- Sebastian Ofner

Následující hráč získal do hlavní soutěže zvláštní výjimku:
- Evan Furness

Následující hráč nastoupil jako náhradník:
- Illja Marčenko

Následující hráči postoupili z kvalifikace:
- Matteo Donati
- Lucas Gerch
- Daniel Michalski
- Jišaj Oli'el
- Lukáš Rosol
- Clément Tabur

Následující hráči postoupili z kvalifikace jako šťastní poražení:
- Max Purcell
- Kaiči Učida

## Mužská čtyřhra

### Nasazení
| Stát                                                                                   | Hráč            | Stát        | Hráč             | ATP  | Nasazení |
| -------------------------------------------------------------------------------------- | --------------- | ----------- | ---------------- | ---- | -------- |
| Česko                                                                                  | Roman Jebavý    | Nizozemsko  | Matwé Middelkoop | 110. | 1.       |
| Francie                                                                                | Sadio Doumbia   | Francie     | Fabien Reboul    | 179. | 2.       |
| Portugalsko                                                                            | Nuno Borges     | Portugalsko | Francisco Cabral | 233. | 3.       |
| USA                                                                                    | Nicholas Monroe | Brazílie    | Fernando Romboli | 235. | 4.       |
| Žebříček ATP k 25. dubnu 2022; číslo je součtem žebříčkového postavení obou členů páru |                 |             |                  |      |          |

### Jiné formy účasti
Následující páry obdržely divokou kartu:
- Jonáš Forejtek /  Michael Vrbenský
- Andrew Paulson /  Adam Pavlásek

Následující pár nastoupil z pozice náhradníka:
- Lorenzo Giustino /  Dimitar Kuzmanov

## Ženská dvouhra

### Nasazení
| Gruzie                        | Jekatěrine Gorgodzeová     | 118. | 1. |
| Maďarsko                      | Réka Luca Janiová          | 139. | 2. |
| Čína                          | Jüan Jüe                   | 142. | 3. |
| Řecko                         | Despina Papamichailová     | 172. | 4. |
| Slovensko                     | Rebecca Šramková           | 179. | 5. |
| Řecko                         | Valentini Grammatikopoulou | 183. | 6. |
| Nizozemsko                    | Suzan Lamensová            | 184. | 7. |
| Austrálie                     | Lizette Cabrerová          | 188. | 8. |
| Žebříček WTA k 25. dubnu 2022 |                            |      |    |

### Jiné formy účasti
Následující páry obdržely divokou kartu do hlavní soutěže:
- Lucie Havlíčková
- Miriam Kolodziejová
- Darja Lopatecká
- Barbora Palicová

Následující hráčka nastoupila pod žebříčkovou ochranou:
- Priscilla Honová

Následující hráčka získala do hlavní soutěže zvláštní výjimku:
- Nikola Bartůňková

Následující hráčky postoupily z kvalifikace:
- Anastasia Dețiuc
- Nagi Hanataniová
- Linda Klimovičová
- Aneta Laboutková
- Luisa Meyer auf der Heide
- Andreea Prisăcariuová
- Dominika Šalková
- Natalija Stevanovićová

Následující hráčka postoupila z kvalifikace jako šťastná poražená:
- Ana Sofía Sánchezová

## Ženská čtyřhra

### Nasazení
| Stát                                                                                    | Hráčka                 | Stát     | Hráčka                 | WTA  | Nasazení |
| --------------------------------------------------------------------------------------- | ---------------------- | -------- | ---------------------- | ---- | -------- |
| Chile                                                                                   | Bárbara Gaticaová      | Brazílie | Rebeca Pereirová       | 366. | 1.       |
| Česko                                                                                   | Miriam Kolodziejová    | Česko    | Jesika Malečková       | 380. | 2.       |
| Česko                                                                                   | Anastasia Dețiuc       | Česko    | Johana Marková         | 424. | 3.       |
| Řecko                                                                                   | Despina Papamichailová | Srbsko   | Natalija Stevanovićová | 480. | 4.       |
| Žebříček WTA k 25. dubnu 2022; číslo je součtem žebříčkového postavení obou členek páru |                        |          |                        |      |          |

### Jiné formy účasti
Následující pár obdržel divokou kartu:
- Viktorie Hažmuková /  Patricie Kubíková

## Přehled finále

### Mužská dvouhra
- Pedro Cachín vs.  Lorenzo Giustino 6–3, 7–6(7–4)

### Ženská dvouhra
- Maja Chwalińská vs.  Jekatěrine Gorgodzeová, 7–5, 6–3

### Mužská čtyřhra
- Nuno Borges /  Francisco Cabral vs.  Andrew Paulson /  Adam Pavlásek, 6–4, 6–7(3–7), [10–5]

### Ženská čtyřhra
- Bárbara Gaticaová /  Rebeca Pereirová vs.  Miriam Kolodziejová /  Jesika Malečková, 6–4, 6–2